# Usbekistan ved sommer-OL 2024
Usbekistan deltog i sommer-OL 2024 i Paris, Frankrig i perioden 26. juli til 11. august 2024.
Usbekistan kom på 13. plads i medaljestatistikken.

## Medaljer
| 2024 Paris | Guld | Sølv | Bronze | Total |
| Usbekistan | 8    | 2    | 3      | 13    |

### Medaljevinderne
| Usbekistan under sommer-OL 2024 i Paris | Usbekistan under sommer-OL 2024 i Paris | Usbekistan under sommer-OL 2024 i Paris | Usbekistan under sommer-OL 2024 i Paris | Usbekistan under sommer-OL 2024 i Paris |
| Medalje                                 | Navn                                    | Sport                                   | Event                                   | Dato                                    |
| --------------------------------------- | --------------------------------------- | --------------------------------------- | --------------------------------------- | --------------------------------------- |
| Guld                                    | Diyora Keldiyorova                      | Judo                                    | Damernes 52 kg                          | 28. juli                                |
| Guld                                    | Ulugbek Rashitov                        | Taekwondo                               | Herrernes 68 kg                         | 8. august                               |
| Guld                                    | Hasanboy Dusmatov                       | Boksning                                | Mændenes 51 kg                          | 8. august                               |
| Guld                                    | Asadkhuja Muydinkhujaev                 | Boksning                                | Herrernes 71 kg                         | 9. august                               |
| Guld                                    | Lazizbek Mullojonov                     | Boksning                                | Herrernes 92 kg                         | 9. august                               |
| Guld                                    | Razambek Zhamalov                       | Brydning                                | Herrernes 74 kg fristil                 | 10. august                              |
| Guld                                    | Abdumalik Khalokov                      | Boksning                                | Herrernes 57 kg                         | 10. august                              |
| Guld                                    | Bakhodir Jalolov                        | Boksning                                | Men's super heavyweight                 | 10. august                              |
| Sølv                                    | Akbar Djuraev                           | Vægtløftning                            | Men's 102 kg                            | 10. august                              |
| Sølv                                    | Svetlana Osipova                        | Taekwondo                               | Damernes +67 kg                         | 10. august                              |
| Bronze                                  | Muzaffarbek Turoboyev                   | Judo                                    | Men's 100 kg                            | 1. august                               |
| Bronze                                  | Alisher Yusupov                         | Judo                                    | Men's +100 kg                           | 2. august                               |
| Bronze                                  | Gulomjon Abdullaev                      | Brydning                                | Men's freestyle 57 kg                   | 9. august                               |